# 山田寅之助
山田 寅之助（やまだ とらのすけ、1861年11月21日（文久元年10月19日） - 1928年（昭和3年）3月）は、日本メソジスト教会の牧師、青山学院神学部教授。玄孫は女優の松下恵。

## 経歴
1861年（文久元年）弘前藩（現弘前市）生まれ。1877年（明治10年）2月23日にジョン・イングより弘前教会で洗礼を受ける。弘前教会牧師の本多庸一に薫陶を受ける。
1880年横浜の美會神学校（現・青山学院）に入学して、1884年に卒業する。卒業後弘前、黒石で伝道活動をする。日本メソジスト教会函館教会（現・日本基督教団函館教会）の牧師の時に自給教会を主張する。
1884年には松代、1885年には名古屋（現・日本基督教団名古屋中央教会）、1887年には仙台で牧師を務め、1889年より青山学院神学部の教授になる。同じ年、メソジスト派の牧師で後に日本ホーリネス教会を創設した中田重治と共に、きよめ派の機関紙焔の舌を創刊する。
1895年にパレスチナに巡礼する。1896年にはメソジストの銀座教会（現・日本基督教団）の牧師になる。

## 著書

### 単著
- 『軍人と宗教』メソヂスト出版舎、1895年2月。全国書誌番号:40049729。
- 『基督教の心髄』教文館、1896年5月。全国書誌番号:40049623。
- 『メソヂスト監督教会信条義解』教文館、1896年2月。全国書誌番号:40050437。
- 『エデンの花園』教文館〈通俗旧約史談 第1編〉、1897年7月。全国書誌番号:41018541。
- 『何を乎基督教徒と云ふ』基督教書類会社、1906年9月。全国書誌番号:40050201。
- 『埃及聖地旅行談』教文館、1906年10月。全国書誌番号:41022162。
- 藤岡潔編 編『山田先生説教集』警醒社、1907年7月。全国書誌番号:40050506。
- 『羅馬観光記』白鳥斯文閣、1908年2月。全国書誌番号:40010741。
- 『基督教と現世生活』警醒社、1908年5月。全国書誌番号:40049601。
- 『真の神』警醒社〈伝道叢書〉、1909年6月。全国書誌番号:40050393。
- 『基督伝』警醒社書店、1912年10月。全国書誌番号:43012227。
- 『基督教綱領』日本基督教興文協会、1921年10月。全国書誌番号:43030951。
- 『耶蘇伝』警醒社書店、1924年12月。全国書誌番号:43048097。
- 『信仰と教理』教文館出版部、1930年3月。全国書誌番号:47001318。

### 共著
- 木場喜一郎、山田寅之助『国語便覧』光風館、1910年7月。全国書誌番号:40077222。

### 編集
- 『嘉言類聚』メソヂスト出版会、1894年10月。全国書誌番号:40001226。
- 『猶太風俗志』教文館、1903年10月。全国書誌番号:40011273。

### 翻訳
- エム・レーモンド『組織神学 巻之1』メソヂスト出版舎、1892年5月。全国書誌番号:40050102。
- 『旧約聖書便覧』聖書之友雑誌社、1893年5月。全国書誌番号:40050688。
- メリル『メソヂスト監督教会条例釈義』メソヂスト出版舎、1895年10月。全国書誌番号:40050436。
- ジョン・マイレー『基督贖罪論』教文館、1896年7月。全国書誌番号:40049653。
- ダビルュ・ペー・ドーエ編『レバイバル 諸大家演説集』教文館、1896年7月。全国書誌番号:40050569。
- ウィリアム・エフ・ウヰロビー『児童労働論』教文館、1898年10月。全国書誌番号:40033235。
- ジョン・マイレー『人類学』教文館、1901年11月。全国書誌番号:40055901。